# 웟제 환초
웟제 환초(Wotje Atoll)는 태평양에 위치한 마셜 제도의 환초로, 라타크 열도에 속하며 75개 섬으로 구성된 환초이다. 마셜 제도를 구성하는 24개 입법 선거구 가운데 하나이며 육지 면적은 8.18km2, 석호 면적은 624km2, 인구는 1,000명(2007년 기준)이다.